# 黒田英雄

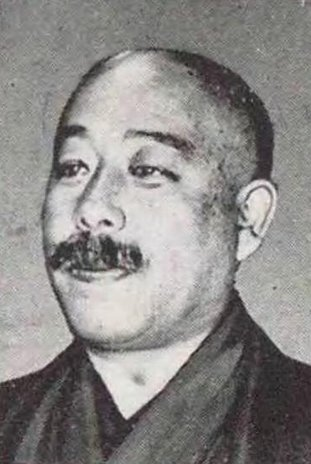
黒田英雄

黒田 英雄（くろだ ひでお、1879年（明治12年）9月2日 - 1956年（昭和31年）11月1日）は、日本の大蔵官僚、政治家。大蔵次官、貴族院議員、参議院議員。

## 経歴
岡山県出身。岡山県会議員で旧津山藩家老黒田一道の長男として生まれる。開成中学、第一高等学校を経て、1905年7月、東京帝国大学法科大学法律学科（英法）を優等で卒業し、銀時計を授与された。大蔵省に入り大蔵属として理財局兼参事官付となる。同年11月、文官高等試験行政科試験に合格。
1905年12月、税務監督局税務属兼大蔵属に就任し東京税務監督局に配属。以後、税務監督局事務官、丸亀税務監督局長、大蔵省参事官、専売局主事兼大蔵省参事官、兼大蔵大臣秘書官、理財局国庫課長、大蔵省銀行局長、同主税局長などを歴任。
1927年4月、大蔵次官に就任し、1929年7月まで在任。大東京鉄道会社社長を経て、1931年12月、大蔵次官に再任された。1934年5月、帝人事件により休職となるが、1937年12月に無罪判決を受けて退官した。
1932年12月23日、貴族院勅選議員に任じられ、無所属倶楽部に属し1947年5月2日の貴族院廃止まで在任。その他、鉄道会議議員、酒販組合中央会会長などを務めた。
戦後、1947年4月、第1回参議院議員通常選挙で岡山県選挙区に日本自由党から出馬し当選。1953年4月の第3回参議院議員通常選挙には出馬せず引退し、参議院議員を1期務めた。その他、参議院財政及び金融委員長、参議院仮議長、東洋火災海上保険社長、財団法人・開成学園園長などを歴任。
1956年11月1日死去、77歳。死没日をもって正四位から従三位に叙される。墓所は谷中霊園(甲3-8)

## 栄典
位階
- 1919年（大正8年）8月11日 - 正五位[4]
- 1956年（昭和31年）11月1日 - 従三位

勲章等
- 1920年（大正9年）11月1日 - 勲三等瑞宝章[5]
- 1932年（昭和7年）10月1日 - 朝鮮昭和五年国勢調査記念章[6]

## 親族
- 弟 黒田鴻伍（商工官僚）
- 妻の甥に杉浦敏介